# رود کشواوکه
رود کشواوکه (به انگلیسی: Kishwaukee River) رودی است که در ایالات متحده آمریکا جریان دارد.